# Шпилька (молекулярна біологія)

Шпилька в РНК, утворена через ділянку автокомплементарності всередині однієї молекули РНК

Шпи́лька (англ. stem-loop, hairpin) — в молекулярній біології елемент вторинної структури РНК, а також одноланцюгової ДНК. Шпилька утворюються на ділянках одноланцюгових ДНК або РНК у випадках коли два сусідні фрагменти одного ланцюга є комплементарними один до одного. Нуклеотиди які розділяли комплементарні фрагменти залишаються без пари та утворюють одноланцюгову петлю на кінці шпильки. 
В деяких молекулах РНК, таких як транспортні РНК, шпильки відіграють важливу функціональну роль.

## Формування та стабілізація
Шпилька існує у стані термодинамічної рівноваги із відповідною одноланцюговою нуклеїновою кислотою. Співвідношення цих двох форм (стан рівноваги) залежить як від первинної послідовності фрагмента який утворює шпильку, так і від умов навколишнього середовища. Для утворення стабільної шпильки є критично необхідним наявність достатньої кількості комплементарних основ, які можуть утворити ватсон-кріківські пари, і відповідно скластися у дволанцюгове стебло шпильки. Гуанін-цитозинові пари роблять більший внесок у стабілізацію шпильки порівняно з аденін-урациловими парами. Хоча наявність у стеблі шпильки основ що не мають пари загалом дестабілізує структуру, невелика їх кількість є типовою для багатьох РНК-шпильок у природі. 
Існування шпильки також залежить від властивостей петлі яка утворюється на кінці. Петлі, що містять один, два, або три нуклеотидних залишки, є просторово неможливими. З іншого боку, дуже довгі петлі що не мають власної вторинної структури (наприклад, псевдовузлів), також є нестабільними. Оптимальною є довжина петлі у 4-8 нуклеотидів. В природі часто зустрічається петля UUCG, яку також називають тетрапетля, яка додатково стабілізована завдяки стекінг-взаємодіями між азотистими основами.

Утворення шпильки на місті паліндромної ділянки. А — паліндром, В — петля шпильки, С — стебло шпильки

## Біологічна роль

Псевдовузол

Шпильки відіграють важливу роль у функціонуванні тРНК. тРНК містить 3 шпильки які мають спільне стебло і через це мають форму що нагадує листок конюшини. Антикодон, який розпізнається рибосомою під час трансляції, розташований на одній з петель. Шпильки зустрічаються також у мікроРНК. 
Шпильки є у складі багатьох рибозимів. 
Шпильки часто зустрічаються у 5'-нетрансльованій ділянці мРНК прокаріот. Зв'язування цих шпильок із РНК-спорідненими білками грає важливу роль у регуляції трансляції.
Зокрема, сайт зв'язування рибосоми що задіяний в ініціації трансляції має форму шпильки.
Шпильки також важливі у прокаріотичній ρ-незалежній термінації транскрипції. Шпилька що утворюється при завершенні транскрипції змушує РНК-полімеразу дисоціювати з матриці. Послідовності РНК які утворюють такі шпильки називають термінаторними.